# Видер (спомагателен крайцер)
Видер (на немски: Widder, HSK-3) е спомагателен крайцер от Немския флот от времето на Втората световна война. Това е преустроения товарен кораб „Ноймарк“ (на немски: Neumark). В германския флот е познат като „Шиф-21“ (на немски: Schiff 21), в Кралския флот получава обозначението – „Рейдер „D““.

## История
Корабът е построен в Кил на стапелите на фирмата „Ховалдтсверке“, за линията „Хамбург—Америка“ и през 1930 г., под името „Ноймарк“, е спуснат на вода.
През 1939 г. е реквизиран и преоборудван от фирмата „Блом унд Фосс“ в спомагателен крайцер, на 9 декември 1939 г. влиза в строя на кригсмарине под името „Видер“.

## Бойни действия

### Рейдерскипоход
На 6 май 1940 г. корабът потегля под командването на капитан 3-ти ранг Хелмут фон Руктешел. След преминаването на Датския пролив, той се насочва към сектора, където следва да оперира – Атлантика. В течение на 5 ½ месеца той пленява или потопява десет кораба.
След като приключва задачата си, се връща в окупираната Франция на 31 октомври 1940 г.

### Съдба
Признат като не много подходящ за бойни действия, „Видер“ получава старото си име – „Ноймарк“ и служи в Норвегия като ремонтен кораб. След войната е предаден на Великобритания и служи под името „Юлис“ (на английски: Ulysses), а в 1950 г. е продаден обратно в Германия, под името „Фехенхайм“ (на немски: Fechenheim). През 1955 г. претърпява крушение край Берген.
Това е единственият немски спомагателен крайцер, който прживява войната. Неговият капитан, Хелмут фон Руктешел, става единия от двамата командири на кораби в Германия, които са осъдени за военни престъпления.

### Резултати
Потопени и пленени съдове:
| Дата             | Име на кораба     | Тип           | Принадлежност  | \|Тонаж, брт | Товар | Съдба                      |
| ---------------- | ----------------- | ------------- | -------------- | ------------ | ----- | -------------------------- |
| 13 юни 1940      | British Petrol    | танкер        | Великобритания | 6891         |       | потопен с торпедо          |
| 26 юни 1940      | Krosfonn          | танкер        | Норвегия       | 9323         |       | пленен, изпратен в Бордо   |
| 10 юли 1940      | Davisian          | товарен кораб | Великобритания | 6433         |       | потопен с торпедо          |
| 13 юли 1940      | King John         | товарен кораб | Великобритания | 5228         |       | потопен с артилерия        |
| 4 август 1940    | Beaulieu          | танкер        | Норвегия       | 6114         |       | потопен с артилерия        |
| 8 август 1940    | Oostplein         | товарен кораб | Нидерландия    | 5059         |       | потопен с торпедо          |
| 10 август 1940   | Killoran          | барк          | Финландия      | 1817         |       | миниран, взривен и потопен |
| 21 август 1940   | Anglo-Saxon       | товарен кораб | Великобритания | 5596         |       | потопен с торпедо          |
| 2 септември 1940 | Cymbeline         | танкер        | Великобритания | 6317         |       | потопен с торпедо          |
| 8 септември 1940 | Antonios Chandros | товарен кораб | Гърция         | 5866         |       | потопен с артилерия        |

Тонажът на потопените и пленени от „Видер“ кораби е около 59 000 брт.

## Коментари
1. ↑  От на немски: Handelsstörkreuzer, което означава спомагателен крайцер номер 3.
2. ↑  „Шиф-21“ (нем. „Schiff 21“) – в превод от немски език означава „Плавателен съд № 21“.
3. ↑  Според други данни „Видер“ потопя 11 съда (общ тонаж 66 000 брт), освен големия танкер, който е пленен .
4. ↑  За непрекратяване на огъня, след като противников кораб се е предал и за неоказване на помощ на давещите се моряци фон Руктешел е осъден на 7 години затвор. Умира в затвора през 1948 г.
5. ↑  Тонажът на посочените в таблицата съдове може да е различен според други източници.  Архив на оригинала от 2007-06-10 в Wayback Machine. ((en)).
6. ↑   ruge.